# 厄爾 (北卡羅萊納州)
厄爾（英語：Earl）是一個位於美國北卡羅萊納州克里夫蘭縣的城鎮。

## 人口
根據2020年美國人口普查的數據，厄爾的面積為2.23平方千米，皆為陸地。當地共有人口198人，而人口密度為每平方千米89人。